# روب توماس
روب توماس (بالإنجليزية: Rob Thomas) (و. 1972  م) هو مغن مؤلف، وكاتب سيناريو أمريكي، ولد في لنداشتول، يستخدم آلات بيانو.

## التعليم
تعلم في Lake Brantley High School ‏.

## جوائز
حصل على جوائز منها:
- جائزة غرامي لأغنية العام، عن عمل: رقيقة (1999)
- جائزة غرامي لتسجيل العام، عن عمل: رقيقة (1999)
- جائزة جرامي لأفضل تعاون صوتي في مجال موسيقى البوب  [لغات أخرى]‏، عن عمل: رقيقة (1999).

## وصلات خارجية
- روب توماس على موقع IMDb (الإنجليزية)
- روب توماس على موقع ميوزك برينز (الإنجليزية)
- روب توماس على موقع رولينغ ستون (الإنجليزية)
- روب توماس على موقع أول موفي (الإنجليزية)
- روب توماس على موقع إن إن دي بي (الإنجليزية)
- روب توماس على موقع أول ميوزيك (الإنجليزية)
- روب توماس على موقع ديسكوغز (الإنجليزية)
- روب توماس على موقع قاعدة بيانات الفيلم (الإنجليزية)